# Jimmy Cleveland

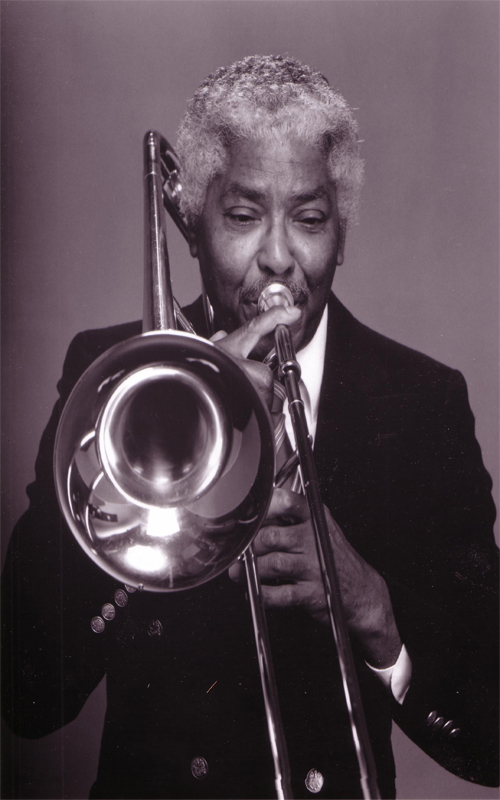
Jimmy Cleveland

James Milton Cleveland (* 3. Mai 1926 in Wartrace, Tennessee, USA; † 23. August 2008 in Lynwood, Kalifornien) war ein US-amerikanischer Jazzposaunist. Bekannt wurde er vor allem als Posaunist in der Big Band von Lionel Hampton.

## Leben und Wirken
Jimmy Cleveland wurde 1926 in Wartrace (Tennessee) geboren. Mit 16 Jahren begann er Posaune zu spielen. In seiner Jugend spielte er vor allem in einer Band, die von seinen musikalischen Familienmitgliedern gegründet wurde, sowie im Orchester der Tennessee State University. Mit 24 Jahren wurde er 1950 ein ständiges Mitglied der Big Band von Lionel Hampton, wo er bis 1953 mitspielte. Danach spielte er als Freelance-Musiker in New York in unzähligen Bands mit, etwa bei Gerry Mulligan, Quincy Jones, Dizzy Gillespie, Oscar Pettiford, Lucky Thompson, Miles Davis (Porgy and Bess, 1958), Gil Evans, Oliver Nelson, Bill Berry und James Moody. 1967 war er Mitglied von Thelonious Monks Oktett. Mit der Quincy Jones Big Band tourte er 1959/60 in Europa. Danach zog Cleveland nach Los Angeles, wo er ein äußerst gefragter Studiomusiker war. 1993 hat er sich aus dem Musikgeschäft zurückgezogen. Ab und zu trat er noch zu seinem eigenen Vergnügen in Jazzclubs in Los Angeles auf.
Cleveland war mit der Jazzsängerin Janet Thurlow (1926–2022) verheiratet.

## Spielstil
Jimmy Cleveland war bekannt für seinen samtigen, luftigen Ton und seine unglaubliche technische Brillanz. Er wurde stark von J. J. Johnson beeinflusst.

## Aufnahmen unter eigenem Namen
- Introducing Jimmy Cleveland and his All-Stars (Mercury, 1955)
- Cleveland Style (Mercury, 1957)
- A Map of Jimmy Cleveland (Mercury, 1958)
- Rhythm Crazy (Mercury, 1959)